# Poecilocloeus cochleatus
Poecilocloeus cochleatus är en insektsart som beskrevs av Marius Descamps 1980. Poecilocloeus cochleatus ingår i släktet Poecilocloeus och familjen gräshoppor. Inga underarter finns listade i Catalogue of Life.